# Touffreville-la-Corbeline
Touffreville-la-Corbeline  là một xã thuộc tỉnh Seine-Maritime trong vùng Normandie miền bắc nước Pháp.

### Huy hiệu
| Arms of Touffreville-la-Corbeline | The arms of Touffreville-la-Corbeline are blazoned: Azure, 2 weavers shuttles in saltire argent between a bezant, 2 oak leaves and a garb [of wheat] Or. |

## Dân số
| 1962                                            | 1968 | 1975 | 1982 | 1990 | 1999 | 2006 |
| ----------------------------------------------- | ---- | ---- | ---- | ---- | ---- | ---- |
| 564                                             | 586  | 614  | 664  | 789  | 804  | 798  |
| Starting in 1962: Population without duplicates |      |      |      |      |      |      |